# 舍夫德市镇
舍夫德市镇（瑞典語：Skövde kommun）是瑞典西部西约塔兰省的一个市镇。其治所位于舍夫德。

## 友好城市
舍夫德市镇与下列地方结为友好城市关系：
- 挪威 哈尔登
- 丹麦 靈斯泰茲市鎮
- 芬兰 萨斯塔马拉
- 爱沙尼亚 库雷萨雷
- 中华人民共和国 张家口市[2]